# Communauté de communes de l'Ernée
La communauté de communes de l'Ernée est une communauté de communes française, située dans le département de la Mayenne et dans la région Pays de la Loire. Fondée en 1994 sous le nom de communauté de communes du pays de l'Ernée, elle a pris son nom actuel en 2002.

## Histoire
L'intercommunalité est créée le 24 décembre 1993 sous le nom de communauté de communes du Pays de l'Ernée. Elle devient en 2002 la communauté de communes de l'Ernée.
Le 19 juin 2006 est défini l'intérêt communautaire.

## Territoire communautaire

### Géographie
Située à l'ouest  du département de la Mayenne, la communauté de communes de l'Ernée regroupe 15 communes et présente une superficie de 479,2 km2.

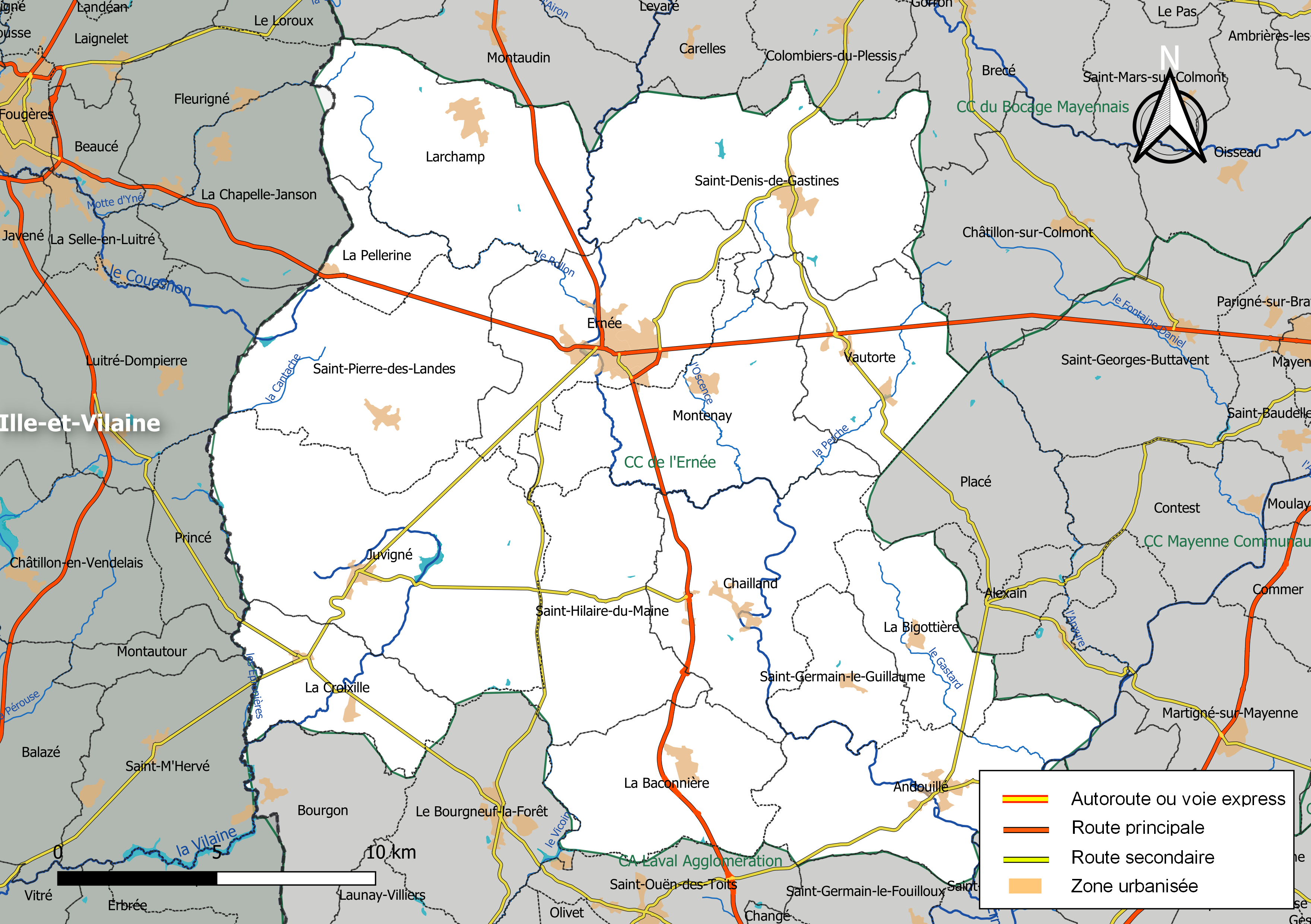
Carte de la communauté de communes de l'Ernée au 1er janvier 2019.

### Composition

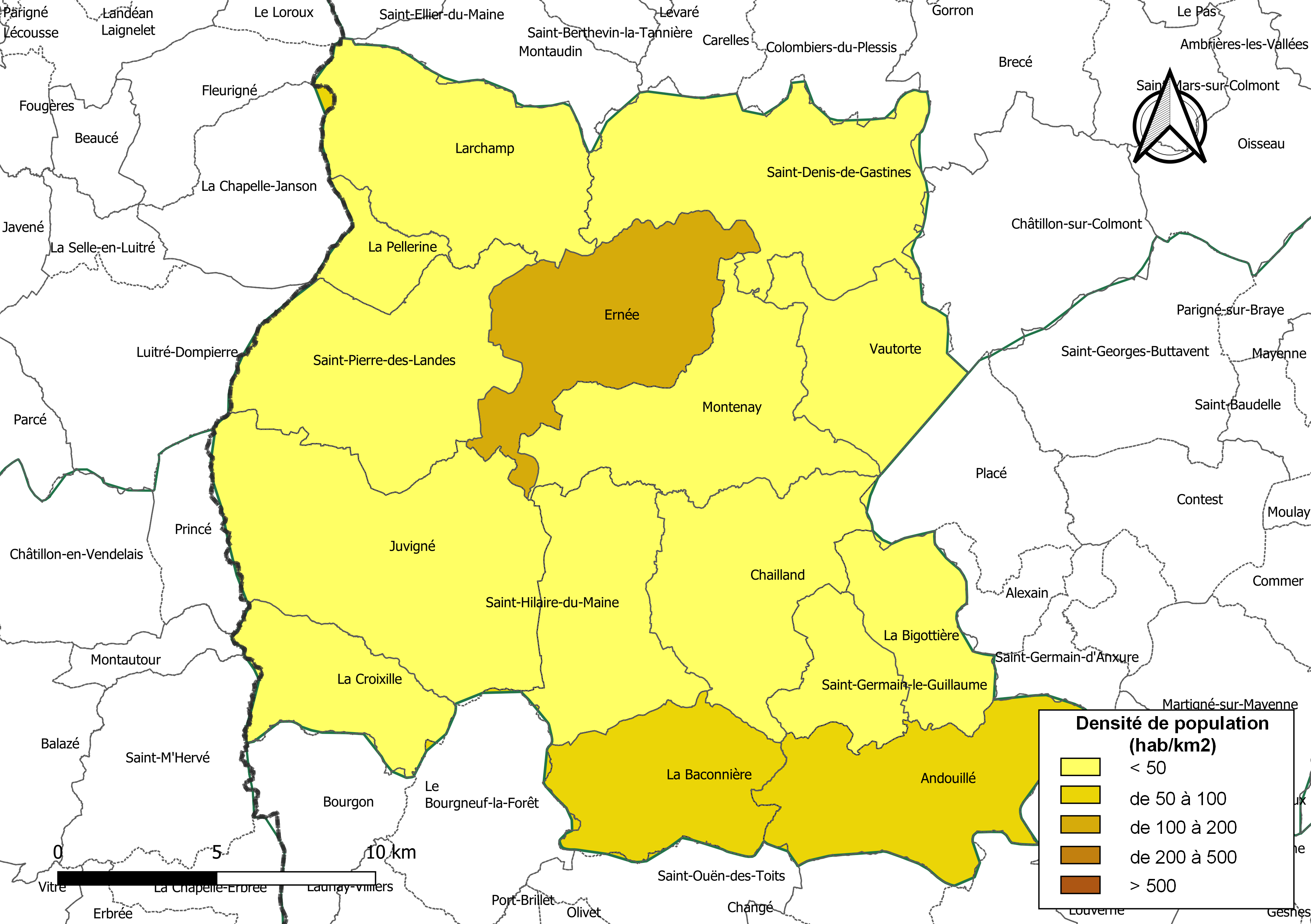
Carte des densités de population (millésimée 2016) des communes de la communauté de communes de l'Ernée. Composition en communes au 1er janvier 2019.

La communauté de communes est composée des 15 communes suivantes :

| Nom                        | Code Insee | Gentilé          | Superficie (km2) | Population (dernière pop. légale) | Densité (hab./km2) |
| -------------------------- | ---------- | ---------------- | ---------------- | --------------------------------- | ------------------ |
| Ernée (siège)              | 53096      | Ernéens          | 36,53            | 5 511 (2022)                      | 151                |
| Andouillé                  | 53005      | Andolléens       | 36,54            | 2 324 (2022)                      | 64                 |
| La Baconnière              | 53015      | Baconnériens     | 27,36            | 1 964 (2022)                      | 72                 |
| La Bigottière              | 53031      | Bigottins        | 18,4             | 490 (2022)                        | 27                 |
| Chailland                  | 53048      | Chaillandais     | 35,86            | 1 173 (2022)                      | 33                 |
| La Croixille               | 53086      | Croixillons      | 19,91            | 633 (2022)                        | 32                 |
| Juvigné                    | 53123      | Juvignéens       | 62,16            | 1 332 (2022)                      | 21                 |
| Larchamp                   | 53126      | Larchampois      | 40,17            | 1 012 (2022)                      | 25                 |
| Montenay                   | 53155      | Montenaysiens    | 37,2             | 1 307 (2022)                      | 35                 |
| La Pellerine               | 53177      |                  | 8,18             | 296 (2022)                        | 36                 |
| Saint-Denis-de-Gastines    | 53211      | Dionysiens       | 48,01            | 1 440 (2022)                      | 30                 |
| Saint-Germain-le-Guillaume | 53225      | Germanais        | 13,23            | 513 (2022)                        | 39                 |
| Saint-Hilaire-du-Maine     | 53226      | Saint-Hilairiens | 31,06            | 808 (2022)                        | 26                 |
| Saint-Pierre-des-Landes    | 53245      | Pierrots Landais | 40,9             | 927 (2022)                        | 23                 |
| Vautorte                   | 53269      | Valtortais       | 23,64            | 612 (2022)                        | 26                 |

## Administration
| Période                                  | Période      | Identité         | Étiquette | Qualité                  |
| ---------------------------------------- | ------------ | ---------------- | --------- | ------------------------ |
| Les données manquantes sont à compléter. |              |                  |           |                          |
| 1994                                     | juillet 1995 | Gilbert Dutertre | UDF       | Maire d'Ernée            |
| juillet 1995                             | juin 2020    | Albert Leblanc   | SE-DVD    | Adjoint au maire d'Ernée |
| juin 2020                                | En cours     | Gilles Ligot     | DVD       | Maire de Vautorte        |